# Наукова бібліотека (Ермітаж)

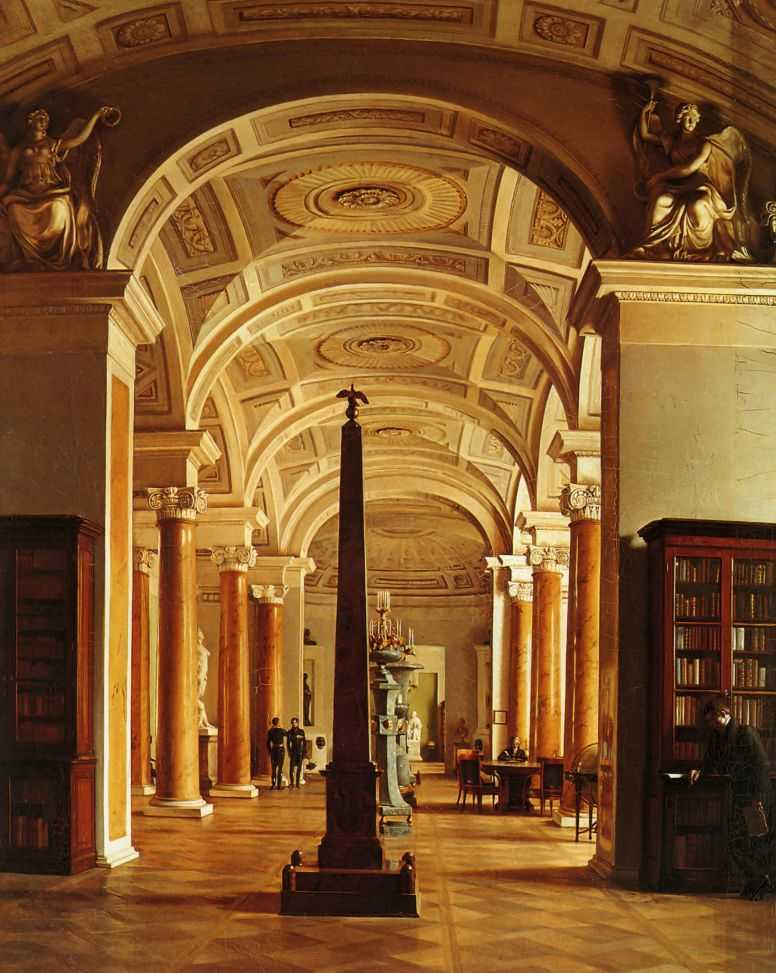
Худ. Олексій Тиранов. Бібліотека Зимового палацу, 1827 р.

Наукова бібліотека — музейний та науковий відділ в структурі відділів Державного Ермітажу, котрий був заснований раніше за сам музей в другій половині 18 ст.

## Бібліотеки Зимового палацу у 18 ст
Прихильницею книг і читання як такого була імператриця Катерина II. Ще 1762 року нею був виданий наказ про створення посади бібліотекаря імператриці, хоча книги були в її апартаментах набагато раніше цього року.
Датою заснування колекцій Ермітажу вважають грудень 1764 року, коли за наказом Катерини II була придбана перша відома збірка картин західноєвропейських митців негоціанта Гоцковського. Тобто, офіційне створення бібліотеки та посади бібліотекаря відбулося раніше, ніж поява картинної галереї.
Книги для імператора купував ще бібліотекар Петра І — Шумахер, коли відбув за кордон 1721 року для огляду тамтешніх приватних бібліотек, збірок і князівських кунсткамер та картинних галерей.
Катерина II, прихильниця книг і читання, ще 1759 року запропонувала перенести з Франції друкування «Енциклопедії мистецтв і ремесел» у Петербург, хоча з її боку це була політична гра і широкий політичний жест особи, що невдовзі стане важливим політичним ігроком на континенті. Тим не менше вона роками спілкувалась з низкою письменників, науковців і знавців мистецтва і чимало корисного запозичила як від них, так і від книг. Про кількість книг в Зимовому палаці на період 1783—1785 рр. довідались з листа імператриці до її агента у Парижі Грімма, де вона без перебільшень сповістила «Мій музей у Ермітажі складається, окрім картин та Лоджій Рафаеля, із 38000 книг» .
Вона активно збирала книги як сама, так і через власних агентів. Відомо, що вона переглядала перші каталоги бібліотеки Академії наук у Петербурзі та академічної крамниці книг і купувала там все корисне і цікаве для себе. Гра в просвітництво таки захопила її і вона зажадала слави «жінки—філософа на троні». Тим не менше, вона наказала створити невелику бібліотеку навіть для слуг.
Імператриця охоче працювала з різними виданнями і непогано знала склад власної бібліотеки. Так, про її працю в бібліотеці свідчили як російські, так, і іноземні візітери. Про ермітажну бібліотеку (так її вперше назвали) залишив спогади британський історик Вільям Кокс, відвідавший Санкт-Петербург у 1780-ті роки. Імператриця працювала у власній бібліотеці від третьої до п'ятої години дня майже щоденно (якщо не хворіла або не подорожувала). Вона залучилася навіть до аматорського створення невеликих п'єс для палацового театру.
Окрім французьких книг імператриця купувала історичні труди і рукописи, литературу з генеалогії, захоплення театром привело до придбання рукописів п'єс німецькою та французькою мовами. Збірки книг імператриці ще не мали паперового екслібриса.
Створення бібліотек в Зимовому палаці наприкінці 18 ст. породило чимало легенд, серед котрих і уява по її значну коштовність. Коштовними були самі видання та ті ідею, що несли ці видання. Раритетами були придбані приватна бібліотека Вольтера та приватна бібліотека Дені Дідро. Для бібліотеки Вольтера виділили окрему залу в палаці. Гра в просвітництво зайшла далеко і приватну бібліотеку надто сміливого в ідеях Дідро наказали розділити на окремі частини і розпорошити серед інших видань, чим її остаточно знищили.

## Цензура при Катерині II
Підтримка книгодрукування та створення бібліотек наштовхнули імператрицю на цензурні заборони. Перегляд книг призводив до їх селекції за змістом та ідеями, що вони несли. Ще 1763 року після читання надто сміливих видань вона видала наказ — 
| Чула, що в Академії наук продавали такі видання, котрі проти закону, доброго нраву, Нас самих та російської нації, котрі в усьому світі заборонені, наприклад, Еміль Руссо, меморії Петра III і багато подібних. У вільних же та Московських міст торговців книгами думати слід, є ще (й більш сміливі)..., бо ці крамниці ні під чим контролем не перебувають. Потрібно наказати найміцнішим засобом Академії наук здійснювати догляд за її книжковою крамницею, щоби подібного не було, а всім торговцям книг надсилати щорічні звіти до цензорів Академії наук та Московського університету... (Цензорам) небезпечні книги в тих звітах викреслювати (не дозволяти торгувати), котрі проти законів, доброго нраву та Нас [7]... |
Серед заборонних наказів Катерини II також — розшук та знищення букварів українською та заборона на використання української мови в офіційному діловодстві.

## Мистецька література (бібліотека фаворита Ланського)
Наукова бібліотека Ермітажу відома як книгозбірна мистецтвознавчої літератури. Але мистецька література прибула в бібліотеку не одразу.
Перші видання про мистецтво прийшли в бібліотеку імператриці з придбанням бібліотеки маркіза Бернардо Гальяні 1776 року. Бібліотеку продав брат маркіза (абат, економіст та літератор), секретар неаполітанського дипломата в Парижі, де він служив 11 років. Бібліотека Гальяні принесла саме мистецтвознавчу літературу.
Мистецтвознавчий характер мала також бібліотека фаворита імператриці Олексія Ланського. Безхитрісний і емоційний, Ланськой цим вигідно відрізнявся від прагматичного та жадібного до багатств і грошей оточення імператриці. Ланськой щиро цікавився мистецтвом і театром, а власну бібліотеку створив за власними інтересами на гроші імператриці. Він мав пристрасть до книжкових ілюстрацій, гравюр та естампів і все це відбилось на складі його приватної бібліотеки. Після ранньої смерті Олексія Ланського імператриця придбала його бібліотеку, котра вже мала власний екслібрис. Катерина II йшла шляхом придбання відразу цілих колекцій і бібліотек, як то було і з придбанням картин, гравюр, камей та інталій, останні вона купували цілими кошиками.
Бібліотеку Ланського не берегли, а розділили між бібліотеками Зимового палацу та бібліотекою резиденції в Царському Селі.
Вже наприкінці 18 століття розпочалися зміни в бібліотеках Зимового палацу. Так, з них почали вилучати однакові видання, якщо їх кількість перебільшувала двох-трьох. Уяви по художню вартість окремих бібліотек як цілісних колекцій не було. Недоторканість була використана лише для бібліотеки письменника Вольтера.

## Цензура при Миколі І
Французька революція 1848 року налякала російського імператора, котрий ніколи не забував заворушень декабристів в період власного приходу до влади. Книгозбірні Зимового палацу він вважав тільки власним майном, де повинно було зберігати лише те, що «може знадобитися мені та моїй родині. Латина та все наукове тут не потрібне». Водночас він не забув про небезпечну для власної влади літературу і видав наказ —
| ... Не надавати з ермітажної бібліотеки чиновникам та слугам придворного відомства читати ані журналів, ані теперішніх романів, перекладених з іноземних мов[8] |.

## Бібліотеки Зимового палацу у 19 ст

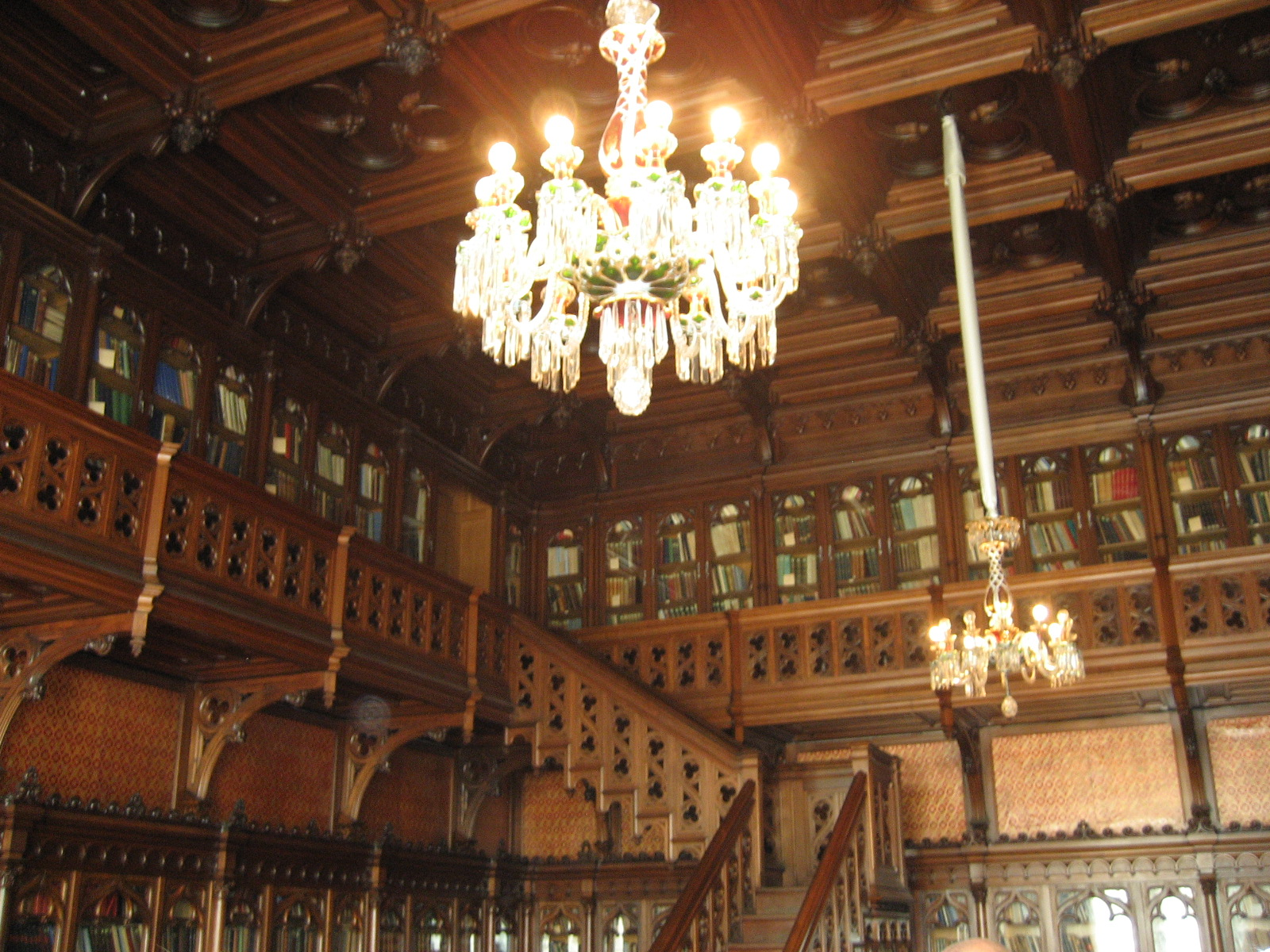
Бібліотека в неоготичному стилі, Ермітаж, 19 т.

- Бібліотеки Зимового палацу в 19 ст. почали збільшуватись як за рахунок нових придбань, так і за рахунок дарунків імператорам та імператрицям. По смерті чергового імператора його бібліотека отримувала меморіальний характер. Декотрий характер винятковості мала лише одна бібліотека 19 ст., прикрашена різьбленим деревом в стилі неоготики.

## Ермітажна бібліотека за часів СРСР

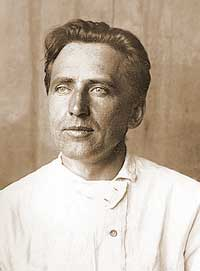
Артамонов Михайло Іларіонович

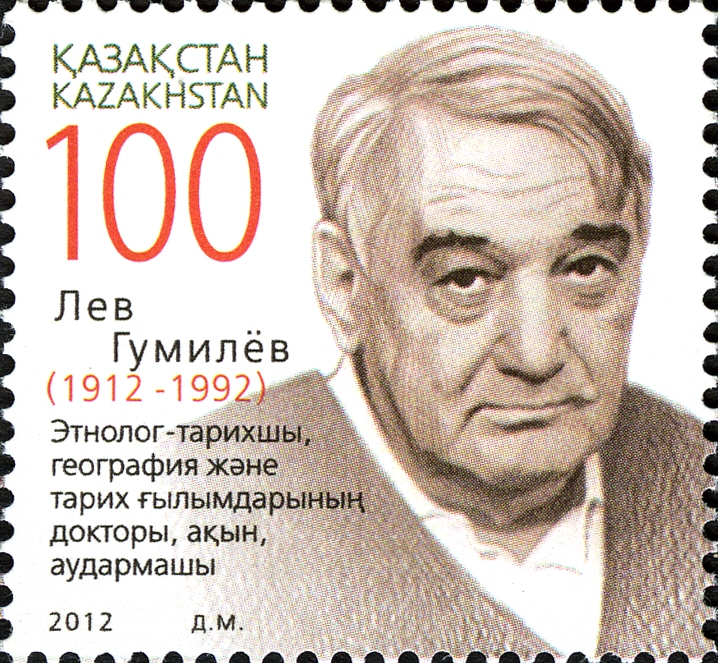
Марка на честь Лева Гумільова

За часів СРСР бібліотека пройшла через період зменшення фондів. Так, із Зимового палацу були вилучені книги з меморіальних царських бібліотек та продані за валюту на міжнародних аукціонах. Бібліотека Вольтера була передана до Національної Російської бібліотеки.
Розпродаж царських бібліотек Зимового палацу здійснювався всупереч декретів Радянської влади «Про охорону бібліотек і книгозбірень» від 17 липня 1918 року та «Про порядок реквізицій бібліотек, книжкових складів і книг взагалі» від 26 листопада 1918 року. Формально Наукова бібліотека Ермітажу керувалась постановою Ради Народних Комісарів (тобто радянських міністрів) «Про наукові бібліотеки» від 4 листопада 1919 року.
Наукова бібліотека Ермітажу нарешті отримала суто мистецтвознавчий і науковий характер, відповідний музею.
Надзвичайно суттєвим було перевезення у Ермітажну бібліотеку 1932 року коштовної бібліотеки колишнього Училища технічного малювання барона Штиглиця. В ході революційних змін і реформ училище спочатку зробили відділком Ермітажу. На правах головного господаря керівництво Ермітажу вилучило всі коштовні музейні експонати училища, всю колекцію оригінальних малюнків західноєвропейських митців і всю бібліотеку. Згодом збідніле і вже радянське училище перетворили за навчальний заклад імені Віри Мухіної, котра ніколи не вчилася в ньому і не мала прямого ставлення до колишнього училища барона Штиглиця. Мистецькі колекції та бібліотека училища таким чином стали надбанням музею Ермітаж.
Важливі зрушення в роботі бібліотеки відбулися за директорства професора і викладача університету Артамонова Михайла Іларіоновича (1898—1972).
За часів СРСР народилась традиція призначати на посаду директора Ермітажу археологів і науковців. Археологами і науковцями були Орбелі Йосип Абгарович та сам Михайло Артамонов. За директорства останнього була нарешті відновлена друкарська діяльність музею Ермітаж, котрий попри всі його різноманітні колекції є також уславленим археологічним музеєм. Михайло Артамонов був також університетським викладачем у Лева Гумільова, науковця, котрий за часів СРСР страждав як син ворога народу. Після відбуття неправедного покарання у тюрмі та радянських таборах, колишній вчитель Гумільова і тодішній директор радянського Ермітажу не побоявся взяти того на працю у Наукову бібліотеку музею. Гумільов, що страждав на важку форму виразки, таким чином був врятований від безробіття і знову отримав можливість працювати над історичними дослідженнями та врятував від загибелі власні рукописи. Але від доносів і адміністративного нагляду за колишнім в'язнем праця в бібліотеці Гумільова врятувати не могла.
На кінець 1974 року Наукова бібліотека Ермітажу мала близько 500000 одиниць збереження, серед котрих були, видання російськомовні і закордонні, малюнки і друкована графіка, рукописи, мистецтвознавчі журнали російськомовні і закордонні, окремі архіви науковців-працівників самого музею (їх щоденники, ненадруковані рукописи, ненадруковані начерки до дисертацій тощо). Новомодне явище (слайди на склі) були теж залучені до збірок бібліотеки, позаяк використовувались для численних публічних лекцій як в самому музеї, так і в навчальних закладах та інших місцях. Слайди дозволяли не вивозити з музею коштовний живопис, кераміку и графіку, а знайомити широку аудиторію з різноманітними музейними експонатами новим технічним візуальним засобом.

## Структура на кінець 20 ст
- Центральний відділ, розташований у Південному корпусі Малого Ермітажу (чотири поверхи зі сховищем[9])
- Шість філій у наукових відділках музею
- Бібліотека при відділку античного мистецтва
- Бібліотека при відділку нумізматики
- Бібліотека при відділку історії російської культури
- Бібліотека при відділку культури і мистецтва країн Сходу[9].

## Відділ рідкісних видань (українські стародруки)
Відділ рідкісних видань утримує як рідкісні видання різних країн, так і різних століть. В бібліотеці є невелика кількість інкунабул, але ця галузь не є специфічною для закладу, позаяк книгодрукування та історія друкарства не є профільними для неї. Серед них «Велика грецька етимологія» (автор Захарія Каліергос, Венеція, 1499 р.) Ще давнішим є видання з описом Констанцського собору (автор Ульріх фон Ріхенталь, Аугсбург, 1483 р.) «Еклоги Феокріта» були надруковані у Венеції 1495 р. і належать до найранніших видать друкарні Альда Мануція старшого.
Кількість рідкісних видань на кінець 20 ст. дорівнювала 8000 зразків. Серед них і стародруки, наклади котрих не були великими, і видання з цікавими гравюрами чи ілюстраціями, і видання випадково збережені (але заборонені цензурою книги), позаяк свого часу був знищений їх наклад.
Серед українських стародруків:
- Острозька Біблія (видана в м. Острог 1581 р.)
- «Лимонар, сіречь Квітник», Київ, 1628 р.(з посвятою Петру Могилі)
- «Лексікон славено-руський», Памва Беринда, 1653 р.
- «Руно оршенне», Чернігів, друкарня Іллінського монастиря, 1691 р.

## Екслібриси бібліотеки

Бібліотека відділу старожитностей Імператорського Ермітажу, екслібрис
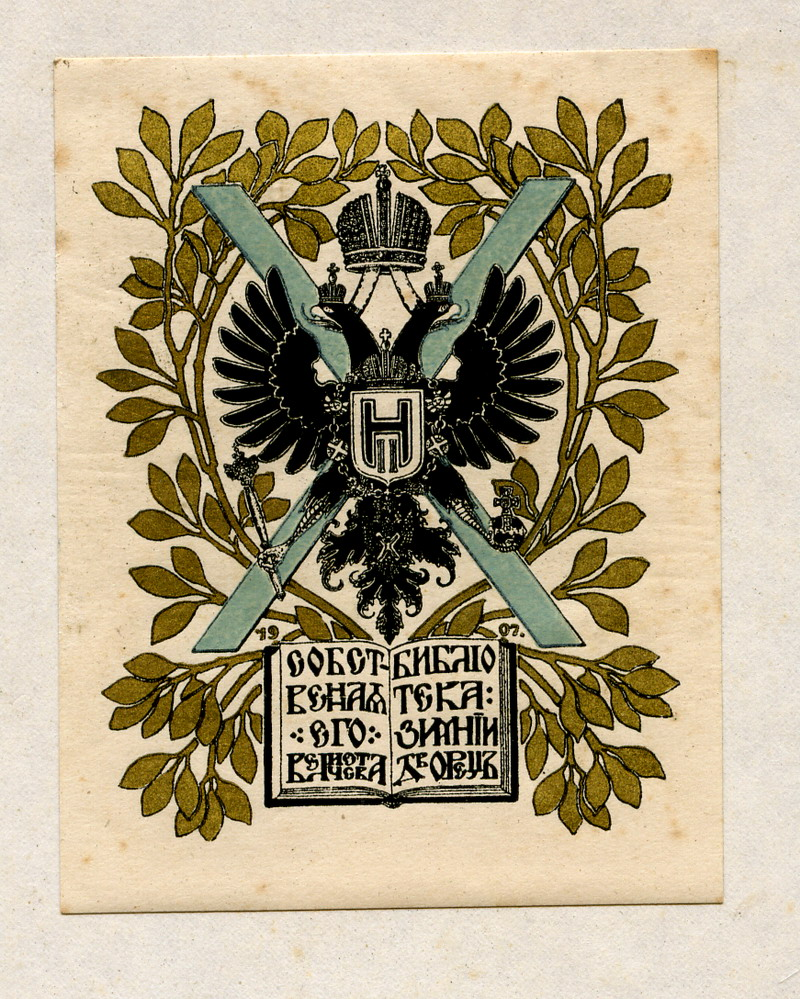
Худ. барон Арміній Євгенович фон Фелькерзам (1864-1918). Екслібрис Бібліотеки Зимового палацу, 1907 р.
Імператорська Ермітажна іноземна бібліотека, екслібрис